# Revolución de Burkina Faso de 2014
La Revolución de Burkina Faso de 2014 fue un estallido popular que se extendieron rápidamente a varias ciudades. Comenzaron en respuesta a los intentos de cambiar la constitución para permitir que el presidente Blaise Compaoré se postulara nuevamente y extendiera sus 27 años en el cargo. La presión para el cambio político provino de la sociedad civil y, en particular, de los jóvenes del país. Tras un día tumultuoso el 30 de octubre, que incluyó la participación del exministro de Defensa Kouamé Lougué y el incendio de la Asamblea Nacional y otros edificios gubernamentales, así como la sede del partido gobernante Congreso para la Democracia y el Progreso, Compaoré disolvió el gobierno y declaró el estado de emergencia antes de huir finalmente a Costa de Marfil con el apoyo del presidente Alassane Ouattara.

## Antecedentes
En el siglo XIX lo que ahora es Burkina Faso estaba ocupada por Francia, que finalmente le concedió la autonomía en 1959 y en 1960 la independencia, bajo el nombre de Alto Volta. El entonces presidente Maurice Yameogo fue afectado en 1966 por un golpe de Estado, al que sucedieron 2 golpes de estado más en 1981 y 1983. En 1984 Alto Volta fue renombrado como Burkina Faso.
En 1987, un nuevo golpe de Estado dio lugar a que Blaise Compaoré derrocara al entonces presidente Thomas Sankara y asumiera el poder. Cuatro años más tarde fue aprobada una constitución provisoria. Desde entonces, Blaise Compaoré se mantendría en el cargo por varias décadas.
A raíz de una enmienda en el año 2000, la Constitución de Burkina Faso limitó a dos periodos de 5 años el mandato presidencial. Sin embargo, las restricciones no se aplicaban con carácter retroactivo, por lo que el presidente Blaise Compaoré que había estado en el cargo desde 1987, pudo reelegirse en 2005 y 2010 de manera sospechadamente fraudulenta.
En lo que respecta a la elección presidencial de 2015, Compaoré trató de extender sus 27 años en el poder mediante la promulgación de una enmienda constitucional para levantar los límites del mandato. Como resultado, la oposición llamó a protestar en contra del Presidente que ya estaba respaldado por el parlamento.

## Desarrollo
Las protestas comenzaron a finales de octubre. Oposición anónima pidió un bloqueo del parlamento. El 28 de octubre, hubo batallas callejeras durante una manifestación antigubernamental de cientos de miles de manifestantes. Al día siguiente, sin embargo, los bancos, tiendas y mercados reabrieron. 

### 30 de octubre

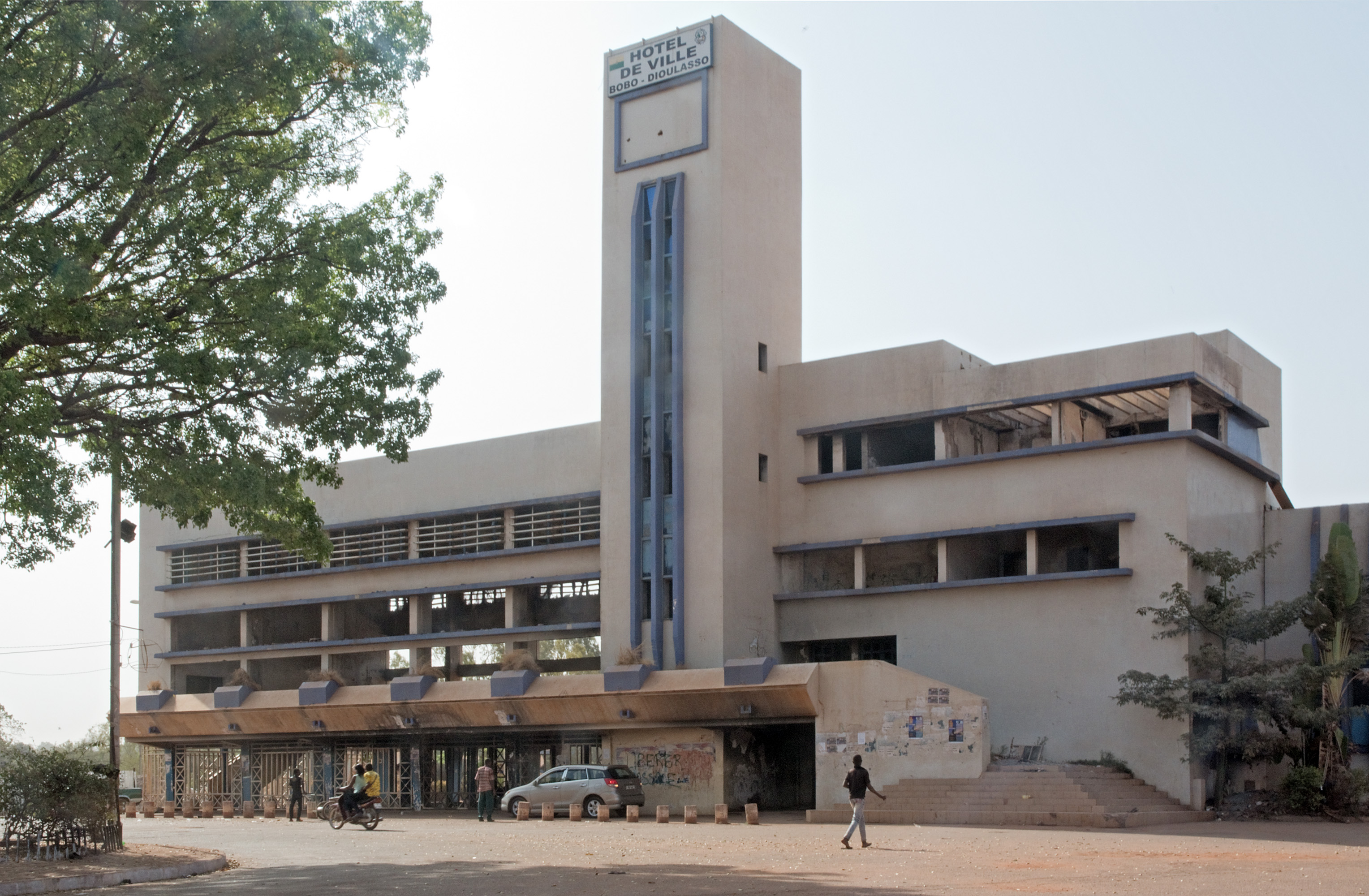
El edificio quemado del ayuntamiento de Bobo-Dioulasso en febrero de 2018, más de tres años después de que fuera incendiado el 30 de octubre de 2014

Los hechos más graves ocurrieron el 30 de octubre con la reunión de decenas de miles de personas. Los manifestantes también compararon Compaoré con el virus del Ébola en medio del brote de Ébola en África Occidental de 2014. La policía utilizó gases lacrimógenos para disuadir a los manifestantes, pero rompieron las líneas para incendiar edificios gubernamentales, incluido el edificio del ayuntamiento, y la sede del partido gobernante Congreso para la Democracia y el Progreso (CDP). La multitud se dirigió al palacio presidencial, mientras que los militares dispararon balas de goma contra unas 1.500 personas que irrumpieron en la Asamblea Nacional de Burkina Faso. Los manifestantes quemaron documentos y robaron equipos informáticos, mientras que los automóviles fuera del edificio fueron incendiados. Partes del edificio del parlamento también estaban en llamas, incluida la oficina del presidente Soungalo Ouattara, pero la cámara principal estaba intacta.  La guardia presidencial disparó contra civiles que irrumpieron en la casa del hermano del presidente, François Compaoré, lo que provocó al menos tres muertes.  El edificio de la emisora estatal RTB para su unidad de radio, Maison de la Radio (que estaba en renovación), y la televisión también fueron asaltados. En el edificio de la unidad de televisión, los manifestantes posaron en el set del programa de noticias de la noche, mientras que los soldados fueron desplegados fuera de la Maison de la Radio con un vehículo blindado de transporte de personal para defenderlo de la multitud. Se informó que cinco personas murieron durante el día. Algunos soldados, incluido el exministro de Defensa, el general Kouamé Lougué, se unieron a las protestas. Activistas de la oposición no identificados afirmaron que había habido 30 muertes.
El portavoz del Gobierno burkinés dijo que retirara la reforma constitucional, una reforma que dio origen al que es considerado el mayor estallido social en la historia de Burkina Faso. Se llamó a la población "a la calma y la contención".
La BBC informó que en un área donde viven los parlamentarios, dos casas estaban ardiendo y el humo salía de dos o tres más, mientras que el Hotel Azalai estaba en llamas. La televisión estatal estaba fuera del aire, mientras que la red 3G y los servicios de SMS estaban bloqueados, pero el acceso a Internet y los teléfonos estaban disponibles. También se produjeron violentas protestas en la segunda ciudad más grande del país, Bobo-Dioulasso, incluyendo el derribo de estatuas y la sede local del CDP y en Ouahigouya, en el norte. El aeropuerto de Uagadugú fue cerrado y todos los vuelos de llegada y salida fueron cancelados hasta nuevo aviso.
Muchos parlamentarios también huyeron a un hotel cercano sin nombre. Oposición El diputado Ablasse Ouedraogo dijo: "Estaba dentro cuando los manifestantes irrumpieron. Fui puesto en un lugar seguro por la gente de seguridad del parlamento. Ahora es difícil decir qué pasará después, pero las cosas están fuera de control porque los manifestantes no escuchan a nadie". El general Honoré Nabéré Traoré impuso un toque de queda nocturno.

### 31 de octubre
El 31 de octubre, después de otro día de protestas masivas y que se niegan a renunciar al principio, después de un aumento de la presión interna Compaoré renunció a su gobierno 27 años y Traore asumió como jefe interino del Estado.
Sin embargo, el 1 de noviembre, el Teniente Coronel Isaac Zida fue nombrado para encargarse del gobierno debido a la impopularidad de Traore. Una declaración de los jefes militares dijeron que su apoyo tenía Isaac Zida era unánime. Los partidos de la oposición rechazaron el golpe de Estado militar.

### 1 de noviembre

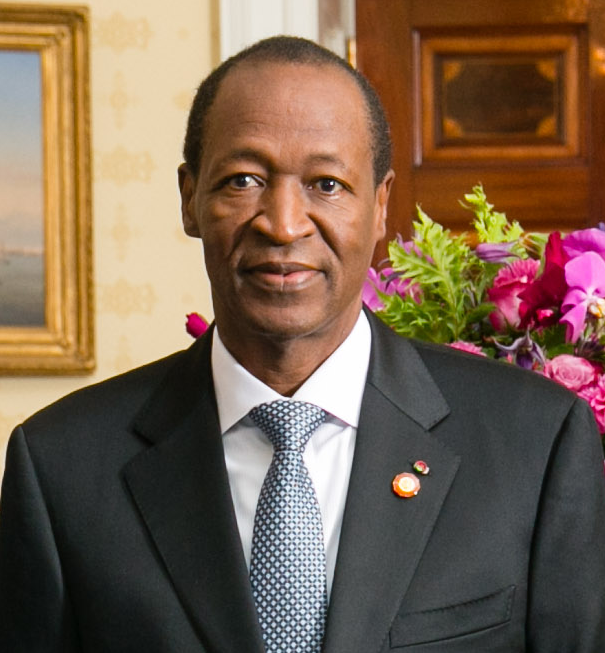
El presidente Compaoré en Washington D. C. (2014).

El 1 de noviembre, el alcalde de Uagadugú, Simon Compaoré, encabezó a los voluntarios de la "Operación Mana Mana" (Operación Limpia-Limpia en Dyula) para despejar las calles, lo que le valió elogios en las redes sociales. Una coalición de partidos de oposición no identificados también emitió una declaración que decía:
La victoria del levantamiento popular -y en consecuencia la gestión de la transición- pertenece al pueblo y no debe ser confiscada de ninguna manera por el ejército. Nuestra consulta reafirmó que esta transición debe ser democrática y de carácter civil.
Su declaración conjunta también pidió una "transición democrática y civil". La victoria nacida de este levantamiento popular pertenece al pueblo, y la tarea de gestionar la transición recae por derecho en el pueblo. En ningún caso puede ser confiscado por el ejército".
Se convocó una manifestación en la Plaza de la Nación para la mañana del 2 de noviembre. El 1 de noviembre, soldados leales a Zida patrullaron las calles de Uagadugú después de su anuncio por radio a primera hora de la mañana de asumir el papel de jefe de Estado interino para evitar el pandemonio durante la transición democrática. Las protestas continuaron en la Plaza de la Nación exigiendo el control civil de un nuevo gobierno en lugar de una subversión militar de lo que se consideraba un levantamiento de base. En el estudio de televisión de RTB dijo: "Esto no es un golpe de Estado sino un levantamiento popular. Saludo la memoria de los mártires de este levantamiento y me inclino ante los sacrificios hechos por nuestro pueblo". También pidió el apoyo de la Unión Africana y la CEDEAO a la transición.
Al final, France 24 informó que miles de personas se reunieron para la protesta, frente al millón de manifestantes anteriores, en lo que ahora se ha apodado "Plaza de la Revolución". Los manifestantes en el edificio de televisión de RTB fueron dispersados por soldados, que sellaron el edificio, así como la Place de la Nation. Zida prometió que "cualquier acto que pueda socavar el proceso de transición será suprimido con vigor".  El ejército también había tomado el control del edificio y había expulsado a todo el personal; en la Plaza de la Nación se levantaron barricadas mientras se dispersaban los manifestantes contra la "toma de poder" por parte de los militares.  Una de esas pancartas en las protestas equiparaba a Zida con Judas.  Según los informes, el 4 de noviembre las calles estaban en calma.